# アルメニア共和党
アルメニア共和党（アルメニアきょうわとう）は、アルメニアの政党の1つ。政治路線は保守的。
2023年現在、国民議会で4議席を有する。2018年までは一貫して政権与党で、ヴァズゲン・サルキシャン、アラム・ザヴェニ・サルキシャン、アンドラニク・マルカリャン、セルジ・サルキシャンといった歴代首相を輩出した。

## 党名
- アルメニア語ではՀայաստանի Հանրապետական Կուսակցություն（Hayastani Hanrapetakan Kusaktsutyun）で、略称はՀՀԿ（HHK）
- 英語ではRepublican Party of Armenia